# Ghiacciaio Beakley
Il ghiacciaio Beakley (in inglese Beakley Glacier) è un ghiacciaio situato sull'isola Carney, davanti alla costa di Bakutis, nella parte orientale della Terra di Marie Byrd, in Antartide. Il ghiacciaio, il cui punto più alto si trova 103 m s.l.m., si trova in particolare sulla costa occidentale della penisola di Duncan e fluisce in direzione nord fino ad entrare nel mare di Amundsen.

## Storia
Il ghiacciaio Beakley è stato mappato dallo United States Geological Survey grazie a fotografie aeree scattate durante l'operazione Highjump, nel gennaio 1947, ed è stato in seguito così battezzato dal Comitato consultivo dei nomi antartici in onore del viceammiraglio W.M. Beakley, della marina militare statunitense, vice capo delle operazioni navali statunitensi (Deputy Chief of Naval Operations) durante il periodo dell'Anno geofisico internazionale, 1957-58.